# Cibinong
Cibinong est une ville indonésienne située à l'extrémité occidentale de l’île de Java. Elle comptait en 2010 une population de 224 678 habitants.